# Solund
Solund es un municipio insular en la provincia de Sogn og Fjordane, Noruega. Se encuentra en el distrito tradicional de Sogn. Solund es el municipio isleño más occidental de Noruega y el único municipio en Sogn og Fjordane formado exclusivamente por islas. La isla de Steinsøy, en Solund, es el punto más occidental de Noruega.
La población hoy es de 740 habitantes según el censo de 2025, con la mayor parte de la gente viviendo en las islas principales de Sula e Ytre Sula. La capital de Solund es la localidad de Hardbakke, en la isla de Ytre Sula.

## Nombre
El nombre (nórdico antiguo Sólund, plural Sólundir) originariamente perteneció a la isla de Sula. Se desconoce el significado del nombre. En tiempos de los antiguos noruegos, el mar entre Noruega y Escocia se llamaba Sólundirhaf que significa «el mar de Solund».
El municipio se llamó Utvær desde 1858 hasta el 1 de julio de 1890 cuando fue cambiado a Sulen. La ortografía se cambió a Solund el 16 de noviembre de 1923.

## Escudo
El escudo data de 1990, pero está inspirado por el de la familia noble medieval de la isla de Losna.

## Historia
Utvær fue creada como municipio en 1858. Dos sub-parroquias o sokn (Solund y Husøy) fueron separadas de la parroquia (prestegjeld) de Gulen para formar el nuevo municipio y parroquia de Utvær. La población inicial de Utvær fue de 1384 habitantes.
El 1 de enero de 1888, la granja Krakken (población: 17) fue transferida de Hyllestad y ocho granjas (población: 317) de Askvoll fueron transferidas a Utvær.
El 1 de julio de 1890, el nombre Utvær fue cambiado a Sulen. La ortografía se cambió más tarde a Solund por decreto real el 16 de noviembre de 1923.
El 1 de enero de 1964, la isla de Losna (población: 40) fue transferida de Gulen a Solund.